# Банных, Анатолий Николаевич
Анато́лий Никола́евич Ба́нных (10 апреля 1968, Барнаул, Алтайский край, РСФСР — 12 февраля 2017, Телецкое озеро, Республика Алтай, Российская Федерация) — российский предприниматель, депутат Законодательного Собрания Алтайского края (2006—2008), вице-премьер Республики Алтай (2008—2009).

## Биография

### Образование
В 1987 году окончил Барнаульский машиностроительный техникум по специальности «Обработка металлов резанием» и затем начал работать электрослесарем на Барнаульском котельном заводе.
В 2008 году окончил факультет экономики и менеджмента Барнаульского филиала Московской академии предпринимательства при правительстве Москвы (специальность «Менеджмент организаций», специализация «предпринимательство»).

### Предпринимательство
В 1987—1989 годы проходил срочную военную службу в рядах Советской армии. Затем устроился инженером на барнаульский завод транспортного машиностроения «Барнаултрансмаш», был механиком участка плавки, заливки цветно-литейного цеха.
В 1991 году учредил товарищество с ограниченной ответственностью «Сибма» («Сибирские мастера»). В 1996 году предприятие было реорганизовано в общество с ограниченной ответственностью ООО «ФПГ — Сибма». В 1996-2001, 2002—2003 и 2004—2008 годах являлся генеральным директором компании . Среди заметных сделок ФПГ «Сибма» — покупка «Барнаултрансмаша» и дальнейшая продажа его ФПГ «СОК», а также продажа в 2013 году контрольного пакета в региональных информационных агентствах и телевизионные каналах «Сибирской медиа группе».
Существует мнение, что предпринимателю покровительствовали два мэра Барнаула — Владимир Баварин и Владимир Колганов, что способствовало успешному бизнесу Банных.
В 2001—2002 годах занимал должность генерального директора барнаульского ООО «Эскер». В 2003—2004 годах — директор по развитию барнаульского предприятия ОАО «Алтайские макароны».
Состоял в правлении Алтайского союза предпринимателей. С 2004 по 2008 год руководил Алтайским отделением общественной общероссийской организации «Деловая Россия».

### Политическая карьера
Состоял в партии «Союз правых сил», был членом политсовета её регионального отделения в Алтайском крае. В 2003 году баллотировался в депутаты Госдумы по списку СПС.
В 2006 году был избран по одномандатному избирательному округу № 21 депутатом Алтайского краевого законодательного собрания IV созыва, а затем в 2008 году по тому же округу стал депутатом V созыва. Входил в состав комитета по бюджету, налоговой и кредитной политике.
29 апреля 2008 года по представлению главы республики Александра Бердникова Госсобрание Республики Алтай большинством голосов согласовало его назначение вице-премьером республики и представителем региона в Москве.

### Авиакатастрофы

#### Авиакатастрофа 2009 года
9 января 2009 года вертолёт Ми-171, на котором был Анатолий Банных и другие охотники, разбился в горах на юге Алтая. 7 из 11 находившихся на борту человек погибли, в том числе полномочный представитель Президента в Государственной Думе Александр Косопкин. 2 марта 2009 года Анатолий Банных сообщил, что ушёл в отставку (указ № 44-У «Об освобождении Банных А. Н. от занимаемой государственной должности Республики Алтай» на основании личного заявления был подписан главой республики 17 февраля 2009).

#### Авиакатастрофа 2017 года
12 февраля 2017 года находился на борту вертолёта Robinson, потерпевшего крушение над Телецким озером в Республике Алтай. Тело Банных не было найдено.
23 мая 2017 года был опубликован промежуточный отчёт МАК, в котором все находящиеся на борту были официально названы погибшими.

## Награды и звания
Награждён двумя наградами Русской православной церкви:
- Орденом Преподобного Сергия Радонежского;
- Медалью святого благоверного князя Даниила Московского.

Также был награждён премией Русского биографического института «Человек года» в номинации «Экономика. Промышленная политика» за укрепление экономики России (2003 год).

## Семья
Был женат. Есть сын Максим и дочь Алёна.